# 柘林镇 (饶平县)
柘林镇是广东省饶平县下辖的一个镇，位于饶平县南端海滨，北靠县城黄冈镇，是一个渔业大镇。全镇总面积12.3平方公里，人口1.7万。镇西南的柘林港是广东省十大渔港之一，也是明代时期潮汕及闽西南地区的对外通商口岸，有“未有汕头埠，先有柘林港”之说。
柘林镇古代与大埕、所城合称为东界，明清时期属宣化都，民国时期属东界区，1965年设立柘林人民公社。1983年撤消人民公社，改设柘林镇。

## 姓氏由來
李姓，開基祖李宗興，原籍浙江錢塘珍珠港，御賜探花郎，南宋德佑二年(1276年)帶領三個兒子南遷入廣東海陽(今饒平)。宋亡後避居拓林內里，後於饒平拓林開基創業。
劉姓， 先祖劉貽翼，自福建泉州遷移廣東東里鯉魚山下神前鄉(現饒平拓林東界)，為入饒始祖。
吳姓， 先祖吴大成(1150—1227)，生于福建漳州城南马口村，后迁诏安梅洲创乡。宋宝庆三年(1227)，吴大成病逝，第三子吴兴龙，为父送终之后，携子吴清江，过悬钟渡进入广东海阳东里，选中了昔称为鸿江 (今饶平县大港)的地方定居。
曾姓， 曾姓先祖曾丑自福建寧化縣石壁鄉移居漳州平和縣，其裔孫曾長山於明末至廣東饒平經商。定居所城鎮鴻東南山村(今拓林南山)。
庄姓， 庄诚正，于宋末，携家眷由福建泉州石狮人角井脚庄厝巷（庄夏赐府第之所，亦称庄府巷）迁居海阳县柘林（今饶平县柘林镇）。自庄诚正在柘林创基以来，已传裔16代以上，人口600多人。
陈姓， 陈氏始祖亚先公，原籍江西婺源人，宋文宗天历年间登进士第，任梅州尉，住南京石狮巷内，于护师海上，将遵海东归，遇于风波，乃于广东饶平县柘林下岱驻居创业，繁衍生息，共生五子，俗称五房祖。
汤姓， 元末明初，汤氏先祖从福建迁广东饶平县柘林柘北村创村。
汤姓， 汤姓居民入饶始祖系学士汤浩仁、浩德两公，于元末明初从福建省云霄迁徙入广东饶平县柘林，分别开创柘林上汤和下汤。